# Coppa del Baltico 1936
L'edizione 1936 della Coppa del Baltico fu l'ottava del torneo e fu vinta dalla Lettonia, giunta al suo quarto titolo.

## Formula
Il torneo fu disputato su un girone con gare di sola andata giocate tutte a Riga nel giro di tre giorni: erano assegnati due punti alla vittoria, uno al pareggio e zero alla sconfitta.

## Classifica finale
| Pos. | Squadra  | Pt | G | V | N | P | GF | GS | DR |
| ---- | -------- | -- | - | - | - | - | -- | -- | -- |
| 1.   | Lettonia | 4  | 2 | 2 | 0 | 0 | 4  | 2  | +2 |
| 2.   | Estonia  | 2  | 2 | 1 | 0 | 1 | 3  | 3  | +0 |
| 3.   | Lituania | 0  | 2 | 0 | 0 | 2 | 2  | 4  | -2 |

## Risultati
| Arbitro: | Rudolf Eklöw |

|                             |           |                 |
| Vestermans 75’ Šeibelis 90’ | Marcatori | 27’ Jaškevičius |

| Arbitro: | Rudolf Eklöw |

|                           |           |             |
| Siimenson 24’ Kuremaa 61’ | Marcatori | 84’ Gudelis |

| Arbitro: | Rudolf Eklöw |

|                                  |           |                  |
| Šeibelis 35’ Lidmanis 41’ (rig.) | Marcatori | 73’ (rig.) Kaljo |